# Judy Garland: Én és az árnyékaim
A Judy Garland: Én és az árnyékaim (eredeti címe: Life with Judy Garland: Me and My Shadows) 2001-ben bemutatott amerikai kétrészes életrajzi tévéfilm Robert Allan Ackerman rendezésében. A forgatókönyvet Lorna Luft azonos című regénye alapján Robert L. Freedman készítette. A főszerepben Judy Davis, Tammy Blanchard, Victor Garber és Hugh Laurie. 2001. február 25-én mutatták be az Egyesült Államokban. Magyarországon a Viasat tévécsatorna vetítette le. Alakításáért Davis minden fontos televíziós díjat bezsebelt.

## Cselekmény
Első rész
Garland szülei szétköltöznek, mikor anyja, Ethel nem tudja tovább kezelni Frank meleg félrelépéseit. Lányait Hollywoodba viszi abban a reményben, hogy bejutnak a filmiparba. Frank elviszi Garlandot az MGM stúdióba, ahol végül leszerződnek vele. Fiatal kora miatt nem tudnak mit kezdeni vele, ezért rádiós műsorokban szerepeltetik. Garland ezután elveszíti édesapját. A tizenhat éves Judy karrierje már elkezd beindulni, és versengeni kezd Lana Turnerrel. Mikor a 20th Century Fox nem adja kölcsönbe Shirley Temple-t, Garlandot választják az Óz, a csodák csodája főszerepére. A lánynak tablettákat és fogyókúrát írnak fel. A film hatalmas sikert arat, és Judy nemzetközi sztárrá válik.
Garland megismerkedik Artie Shaw-val, aki már kétszer elvált. Kapcsolatuk romantikus irányt vesz, ám a férfi hamarosan elhagyja Lana Turnerért. Garland összeomlik a forgatáson a stressztől és a szakítástól. Habár hathetes pihenőt javasolnak neki, végül csak hármat kap a stábtól. Garland feleségül megy David Rose-hoz, de a házasság csak kilenc hónapig tart. Következő férje, Vincente Minnelli filmrendező, akitől első gyermeke, Liza születik. Garland eldobja a gyógyszeres dobozát, és megfogadja, hogy otthagyja az MGM-et. A kislány felcseperedésével azonban kénytelen újra munkát vállalni, de hamarosan idegösszeroppanást kap. Vincente rájön, hogy Garland újra gyógyszereket szed, és házasságuk megromlik. Garlandot felfüggeszti a stúdió, és Betty Hutton veszi át a szerepét. Mikor a nő megpróbál öngyilkos lenni, a stúdió kirúgja, és a férje is otthagyja. Ekkor ismerkedik meg Sid Lufttal, aki segít neki újra talpra állni.
Második rész
Garland hozzámegy Sidhez, akitől megszületik második gyermeke, Lorna. Édesanyja hirtelen meghal szívrohamban, és látszólag a nőt ez nem érinti meg. A Csillag születik című film forgatásán azonban elrontja a jelenetét, és sírva fakad az öltözőjében. Alakításáért Oscar-díjra jelölik, de Sid rájön, hogy sok kiváló jelenetet kivágott a stáb a filmből, mert túl hosszúnak találták. A 27. Oscar-gála előtt Garlandnak megszületik a harmadik gyermeke, Joey, a díjátadón azonban Grace Kelly kerül ki győztesként mindenki hatalmas megdöbbenésére. Garland adósságai elkezdenek felhalmozódni, ami rámegy a házasságára. Egy súlyos betegség után turnézni kezd Amerikában, és elválik a férjétől.
Garland a hatvanas években saját televíziós sorozatot kap, de a műsort törlik az alacsony nézettségi mutatók és az elbaltázott műsorsáv miatt. A nő Ausztráliában kezd turnézni, ami jól kezdődik, de Melbourne-ben gyenge teljesítmény nyújt, és kifülyülik. Új házassága mindössze öt hónapig tart, mikor kiderül, hogy a férj meleg és megcsalta. Garland kibékül Siddel, aki fellépést szervez neki. Lánya, Lorna, megérti az összefüggést a gyógyszerek és a kiszámíthatatlan viselkedés között. Az apja rábízza Garlandot, és megkéri, hogy gondoskodjon róla, a lány azonban hamar összeomlik a kimerültségtől. Sid féltve a gyermekei biztonságát, magához veszi őket Los Angelesben. Garland Londonba költözik új férjével, és véletlenül túladagolja magát.

## Szereplők
| Szerep                     | Színész              | Magyar hang     |
| -------------------------- | -------------------- | --------------- |
| Judy Garland               | Judy Davis           | Kubik Anna      |
| Judy Garland fiatalon      | Tammy Blanchard      | Molnár Ilona    |
| Vincente Minnelli          | Hugh Laurie          | Kőszegi Ákos    |
| Sid Luft                   | Victor Garber        | Háda János      |
| Ethel Gumm                 | Marsha Mason         | Bókai Mária     |
| Frank Gumm                 | Aidan Devine         |                 |
| Roger Edens                | John Benjamin Hickey | Czvetkó Sándor  |
| Mickey Rooney              | Dwayne Adams         | Markovics Tamás |
| Lana Turner                | Lindy Booth          |                 |
| Louis B. Mayer             | Al Waxman            | Papp János      |
| Kay Thompson               | Sonja Smits          | Orosz Anna      |
| Lottie                     | Jayne Eastwood       | Némedi Mari     |
| Lorna Luft                 | Alison Pill          | Tamási Nikolett |
| Lorna 6 évesen             | Amber Metcalfe       | Tamási Nikolett |
| Liza Minnelli 23 évesen    | Marie Ward           | Dögei Éva       |
| Liza 12-15 évesen          | Sarah Moussadji      | Dögei Éva       |
| Mark Herron                | Martin Randez        | Seder Gábor     |
| Mickey Deans               | Hume Baugh           |                 |
| Arthur Freed               | Daniel Kash          |                 |
| Artie Shaw                 | Stewart Bick         |                 |
| Ida Koverman               | Rosemary Dunsmore    |                 |
| Jimmy Gumm                 | Cara Pifko           |                 |
| Suzy Gumm                  | Zoe Heath            |                 |
| Busby Berkeley             | Michael Rhoades      |                 |
| Charles Bickford           | Gerry Salsberg       |                 |
| Victor Fleming             | Phillip MacKenzie    |                 |
| Lucille Bremer             | Thea Gill            |                 |
| a madárijesztő/Ray Bolger  | Noah Henne           |                 |
| a bádogember/Jack Haley    | James Kall           |                 |
| a gyáva oroszlán/Bert Lahr | Michael B. King      |                 |
| Joey Luft                  | Harrison Kane        |                 |
| Joey tinédzserként         | Alex House           |                 |
| David Begelman             | Rob Smith            |                 |
| Freddie Fields             | Christopher Marren   |                 |
| Jack Warner                | Richard M. Davidson  |                 |
| George Cukor               | Derek Keurvorst      |                 |
| George Jessel              | Aron Tager           |                 |
| mesélő hangja              | Cynthia Gibb         | Mezei Kitty     |

## Fogadtatása
A Rotten Tomatoeson nem gyűlt össze elég kritika az értékeléshez. Caryn James a New York Timestól azt írta: „A története teljesen kimerítettnek tűnik, de nem kell Garland rajongónak vagy leendő utánzónak lenni ahhoz, hogy elvarázsoljon és meghatódjon az ember a Judy Garland: Én és az árnyékaim című filmtől. Ez a váratlanul gazdag minisorozat megszabadítja Garlandot a kliséktől, és segít megérteni, honnan származnak azok. A története itt sem más, de frissen, világosan és erőteljesen van elmesélve.” Phil Gallo a Varietytől azt írta: „Ritkán fordul elő, hogy egy életrajzi tévéfilmben egy sztár olyan szakszerűen bújik más bőrébe, mint Judy Davis Judy Garland szerepében. Davis karaktere úgy mozog, mint egy gyors bokszoló a ringben, ugrál a kötelek között, majd a ring közepére, szembe száll démonokkal, szerelmekkel és a showbiznisszel általában, ütéseket fogad és a gyávaság helyett a határozottságot, a becsületet választja mindenek felett. Ha egy minőségi műsor jelentős nézettséget tud elérni, akkor ez a sorozat biztosan a nézettségi verseny győztese lesz.” Susan King a Los Angeles Timestól azt írta: „Az ABC megható filmje, a Judy Garland: Én és az árnyékaim eloszlatja a legendás színésznő körül keringő mítoszokat, aki olyan filmklasszikusokban játszott, mint az Óz, a csodák csodája, Meet me in St. Louis és a Csillag születik.”

## Fontosabb díjak és jelölések
| Esemény                     | Díj                     | Kategória                                                                         | Eredmény |
| --------------------------- | ----------------------- | --------------------------------------------------------------------------------- | -------- |
| 59. Golden Globe-gála       | Golden Globe-díj        | Legjobb minisorozat vagy tévéfilm                                                 | Jelölve  |
| 59. Golden Globe-gála       | Golden Globe-díj        | Legjobb női főszereplő (minisorozat vagy tévéfilm) – Judy Davis                   | Elnyerte |
| 59. Golden Globe-gála       | Golden Globe-díj        | Legjobb női mellékszereplő (sorozat, minisorozat vagy tévéfilm) – Tammy Blanchard | Jelölve  |
| 53. Primetime Emmy-gála     | Primetime Emmy-díj      | Legjobb minisorozat                                                               | Jelölve  |
| 53. Primetime Emmy-gála     | Primetime Emmy-díj      | Legjobb női főszereplő (minisorozat vagy tévéfilm) – Judy Davis                   | Elnyerte |
| 53. Primetime Emmy-gála     | Primetime Emmy-díj      | Legjobb férfi mellékszereplő (minisorozat vagy tévéfilm) – Victor Garber          | Jelölve  |
| 53. Primetime Emmy-gála     | Primetime Emmy-díj      | Legjobb női mellékszereplő (minisorozat vagy tévéfilm) – Tammy Blanchard          | Elnyerte |
| 53. Primetime Emmy-gála     | Primetime Emmy-díj      | Legjobb rendező (minisorozat vagy tévéfilm)                                       | Jelölve  |
| 53. Primetime Emmy-gála     | Primetime Emmy-díj      | Legjobb forgatókönyv (minisorozat vagy tévéfilm)                                  | Jelölve  |
| 53. Primetime Emmy-gála     | Primetime Emmy-díj      | Legjobb vágás (minisorozat vagy tévéfilm)                                         | Jelölve  |
| 53. Primetime Emmy-gála     | Primetime Emmy-díj      | Legjobb operatőr (minisorozat vagy tévéfilm)                                      | Jelölve  |
| 53. Primetime Emmy-gála     | Primetime Emmy-díj      | Legjobb díszlettervezés (minisorozat vagy tévéfilm)                               | Jelölve  |
| 53. Primetime Emmy-gála     | Primetime Emmy-díj      | Legjobb jelmeztervezés (minisorozat vagy tévéfilm)                                | Elnyerte |
| 53. Primetime Emmy-gála     | Primetime Emmy-díj      | Legjobb casting (minisorozat vagy tévéfilm)                                       | Jelölve  |
| 53. Primetime Emmy-gála     | Primetime Emmy-díj      | Legjobb smink (minisorozat vagy tévéfilm)                                         | Elnyerte |
| 53. Primetime Emmy-gála     | Primetime Emmy-díj      | Legjobb fodrász (minisorozat vagy tévéfilm)                                       | Elnyerte |
| 8. Screen Actors Guild-gála | Screen Actors Guild-díj | Legjobb színésznő (minisorozat vagy tévéfilm) – Judy Davis                        | Elnyerte |